# Kasteel Bleijenbeek
De bouwgeschiedenis van Kasteel Bleijenbeek begon kort voor de 14e eeuw en eindigde voorlopig in 1945, toen het kasteel door een bombardement door de RAF verwoest werd. De ruïne ligt aan de weg van Afferden naar Siebengewald in het noorden van de provincie Limburg.

## Bouwgeschiedenis

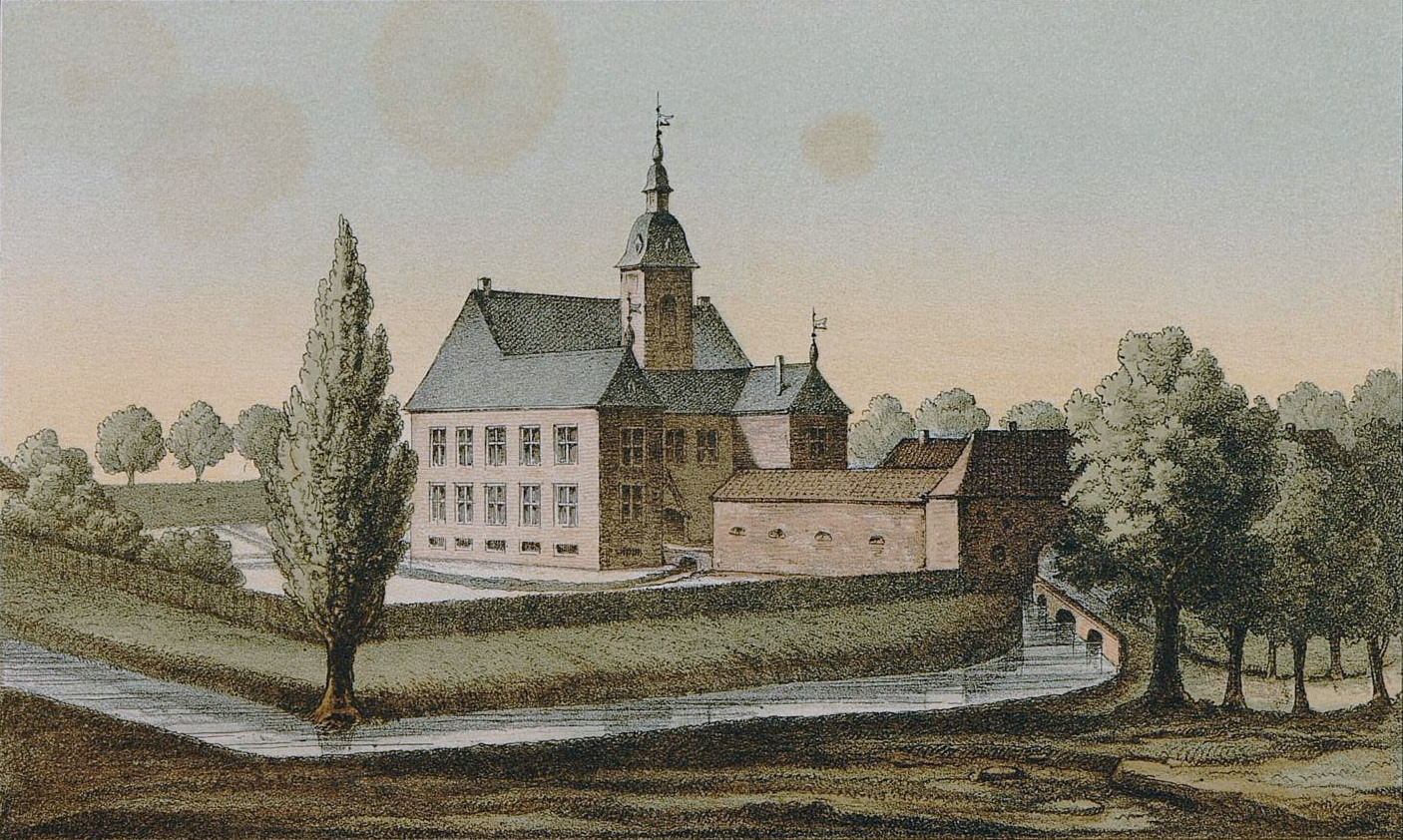
Het kasteel rond 1860

Kasteel Bleijenbeek is gebouwd nadat het twee kilometer westelijker aan de Maas gelegen slot in Afferden verwoest werd, waarschijnlijk ten gevolge van een overstroming. Uit opgravingen is gebleken dat zijn bouwgeschiedenis kort voor 1300 begint met een omgracht rechthoekig complex gemaakt van mergel en baksteen, met op de noordoosthoek een aan één zijde uitspringende vierkante hoektoren. Daarna is dit verwoest of gesloopt en heeft men een grote woontoren neergezet met aansluitend een gedeeltelijke weergang. Kort na 1405 werd er een zaalvleugel met kelder (die beiden gedeeltelijk bewaard zijn gebleven) aan toegevoegd en aan de zuidzijde een uitspringende vierkante toren. In de 15e eeuw werd er een schildmuur met weergang op bogen aan toegevoegd ter afsluiting van de binnenplaats. Deze muur sloot aan op het poortgebouw (die weer naast de zuidtoren kwam), waarin een brugkelder kwam. In de 16e eeuw werd aan de oostzijde een tweede en grotere vleugel gebouwd. Na meerdere verbouwingen ontstond in de 17e eeuw een uit vier vleugels bestaand gebouw rond een binnenplaats. In 1688 werd blijkens inscriptie een natuurstenen omlijsting (die nog grotendeels aanwezig is) rond de voordeur aangebracht. De ramen zijn in de 19e eeuw vervangen door minder fraaie.

## Bewoningsgeschiedenis

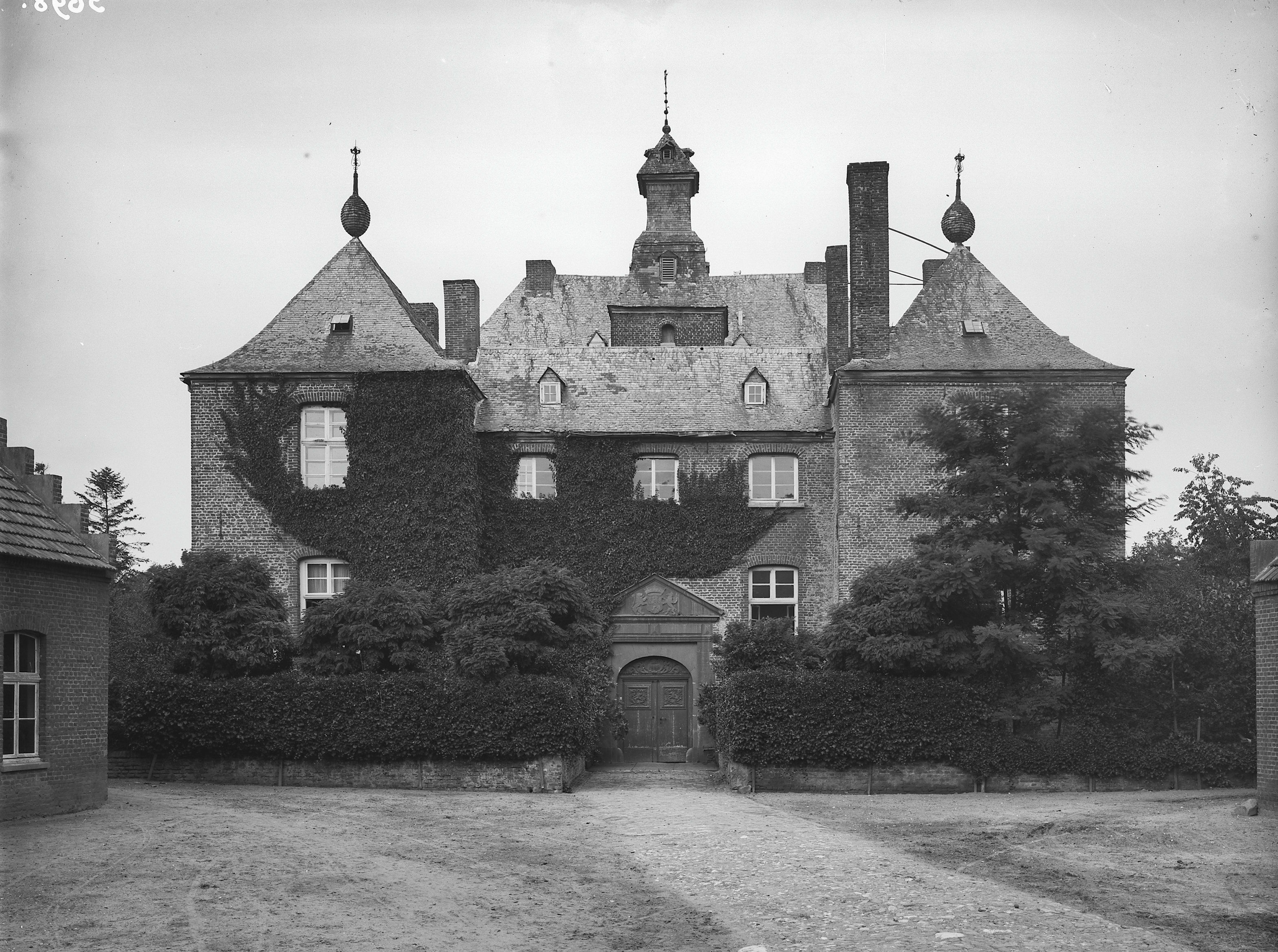
Het kasteel in 1919

Lutgarda van Mirlaer erfde weliswaar in 1405 "het guet en hof Blienbeke" maar ruilde dit met Wynand Schenck van Nydeggen tegen zijn korentienden te Afferden. Die droeg in 1407 dit vervolgens als burchhuys ind hoifs van Blidenbeke in leen op aan de Keulse bisschop. Hij heeft dus kennelijk de boerderij omgebouwd tot burcht. Deze familie blijft het goed bewonen totdat het in 1530 gedwongen verkocht werd aan Derick van der Lippe, genaamd Hoen, die in hetzelfde jaar was getrouwd met Aleid Schenck van Nijdeggen van het Nije Huys. De beruchte veldheer Martin Schenk van Nydeggen nam in 1579 het kasteel met geweld in en liet het als strategische sterkte omwallen. Na een twee maanden durend beleg in 1589 veroverden de Spanjaarden het kasteel. Na herstel bleef het in bezit van de familie Schenk van Nydeggen totdat het in 1709 vererfde naar Frans Arnold Hoen, die hier nooit woonde. In 1872 liet deze eigenaar het gebruiken door Duitse jezuïeten en in 1900 door nonnen, die het weer in 1917 verlieten. 

Lothar Graf von und zu Hoensbroech verkocht het in 1937 aan de margarinefabrikant R.J.H. Jurgens (1875-1954) uit Nijmegen, die het landgoed later onderbracht in de Stichting Hollyden en in 1990 werd het verkocht aan AMEV. De familie Jurgens gebruikte het landgoed jarenlang om er te jagen op kleinwild en zag erop toe dat de boel werd onderhouden. 
In 1945 werd het kasteel gebombardeerd door de RAF. De ruïne werd verboden toegang verklaard. Stenen van Kasteel Bleijenbeek werden na 1948 gebruikt voor de restauratie van het Huis Heijen, dat eveneens in de Tweede Wereldoorlog door Britse bommenwerpers zwaar beschadigd werd. Uiteindelijk werd het toch rond 2000 verkocht aan Fortis Vastgoed BV, die het landschap met een golfbaan en villa's/appartementen invulde en natuurbehoud na wil streven.

## Restauratie en consolidatie van de ruïne
Eind 2009 werd de Stichting Kasteel Bleijenbeek opgericht door de kleinzoon van de laatste particuliere eigenaar, de heer E.C.M.Jurgens. De stichting zette zich in voor consolidatie en restauratie van de ruïne. De stichting werkte samen met partners die eenzelfde doel nastreven zoals Heemschut, Stichting Limburgse Kastelen en Het Limburgs Landschap.
De plannen van Stichting Kasteel Bleijenbeek betroffen het aanpakken van het groene monument (de grachten en kasteeltuinen) en het rode monument (de ruïne zelf).
Bij oplevering van de consolidatie op 21 mei 2016 werd de erfpacht overgedragen aan de Stichting het Limburg Landschap (SLL), maar kreeg SKRB tegelijk de sub-erfpacht, zodat zij nog enkele verbeteringen en aanvullingen op het terrein tot stand kan brengen. De SLL nam echter het beheer en de exploitatie op zich, dit in samenwerking met het nabijgelegen Golfpaviljoen Bleijenbeek.

## Afbeeldingen

### Voormalig interieur

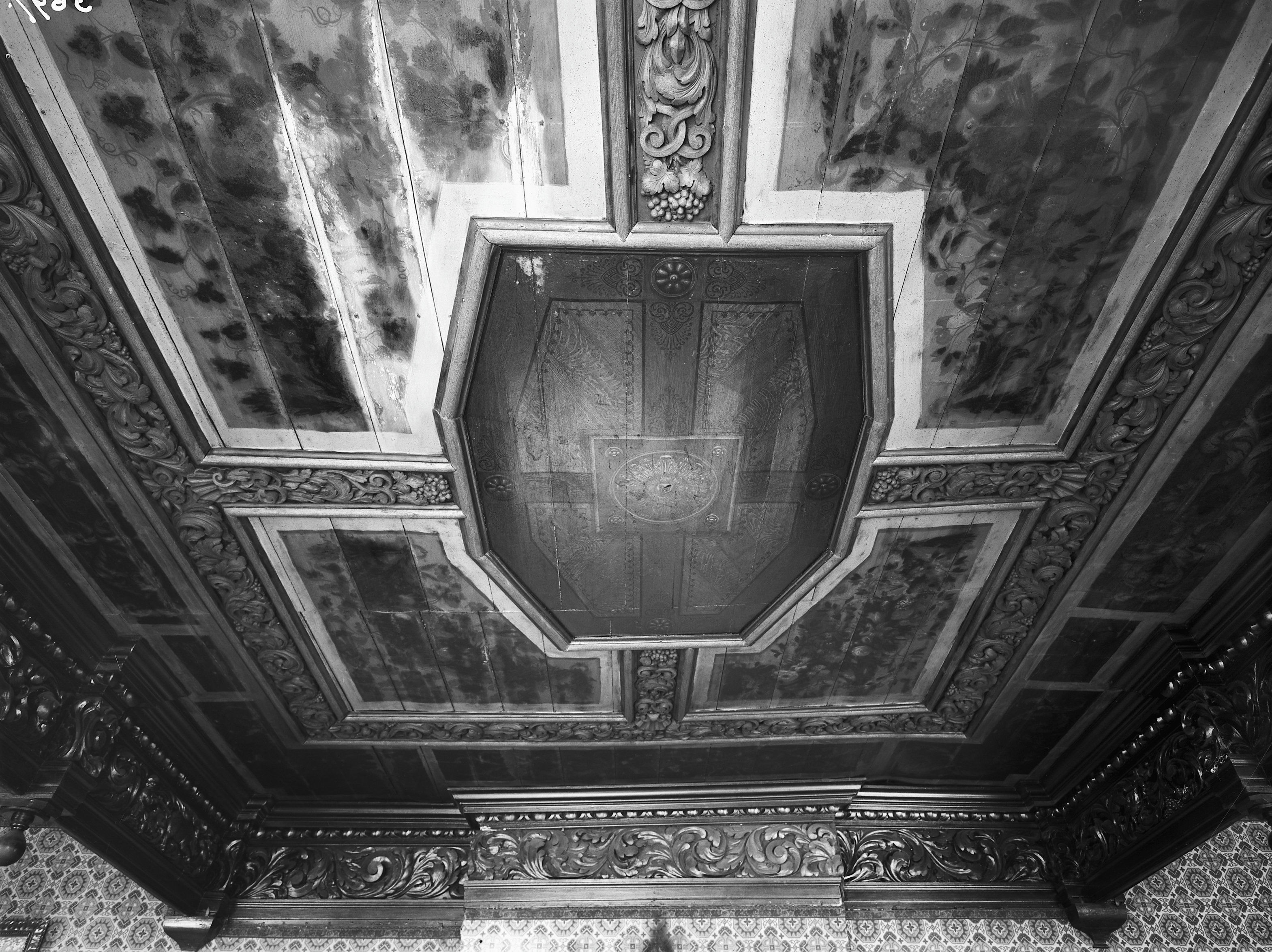
Voorkamer, eerste etage
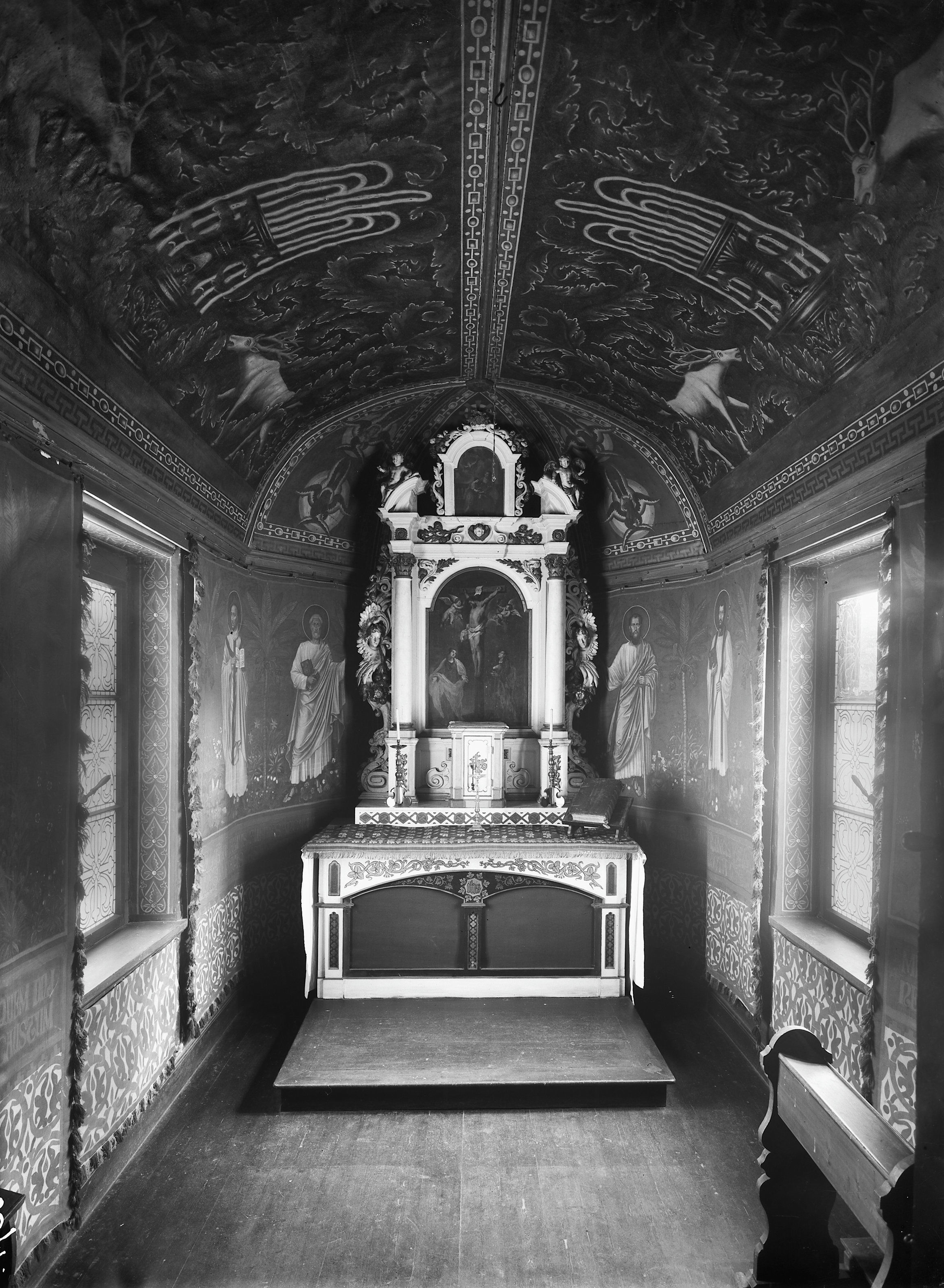
Kapel
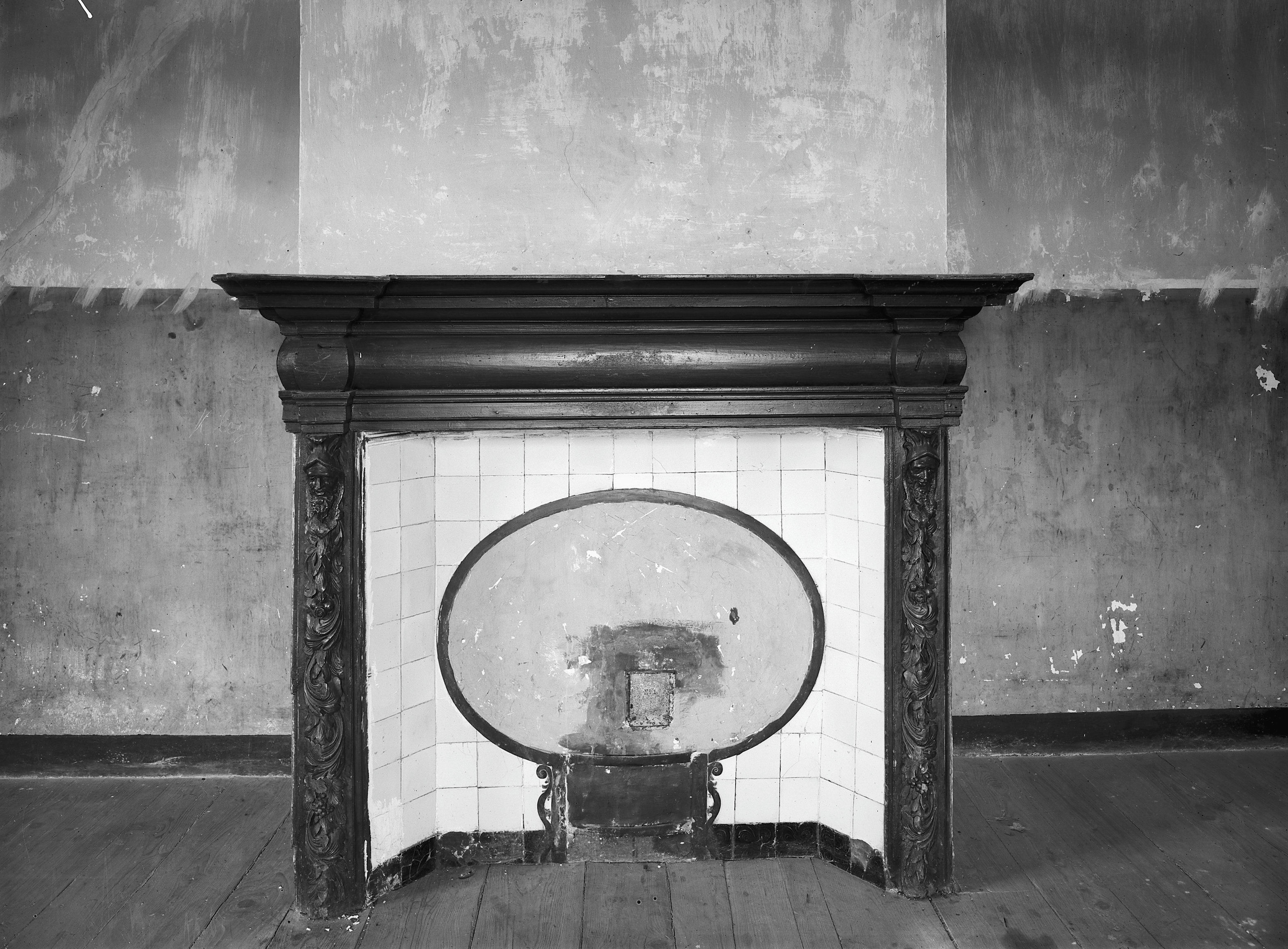
Schoorsteen, achterkamer, tweede etage
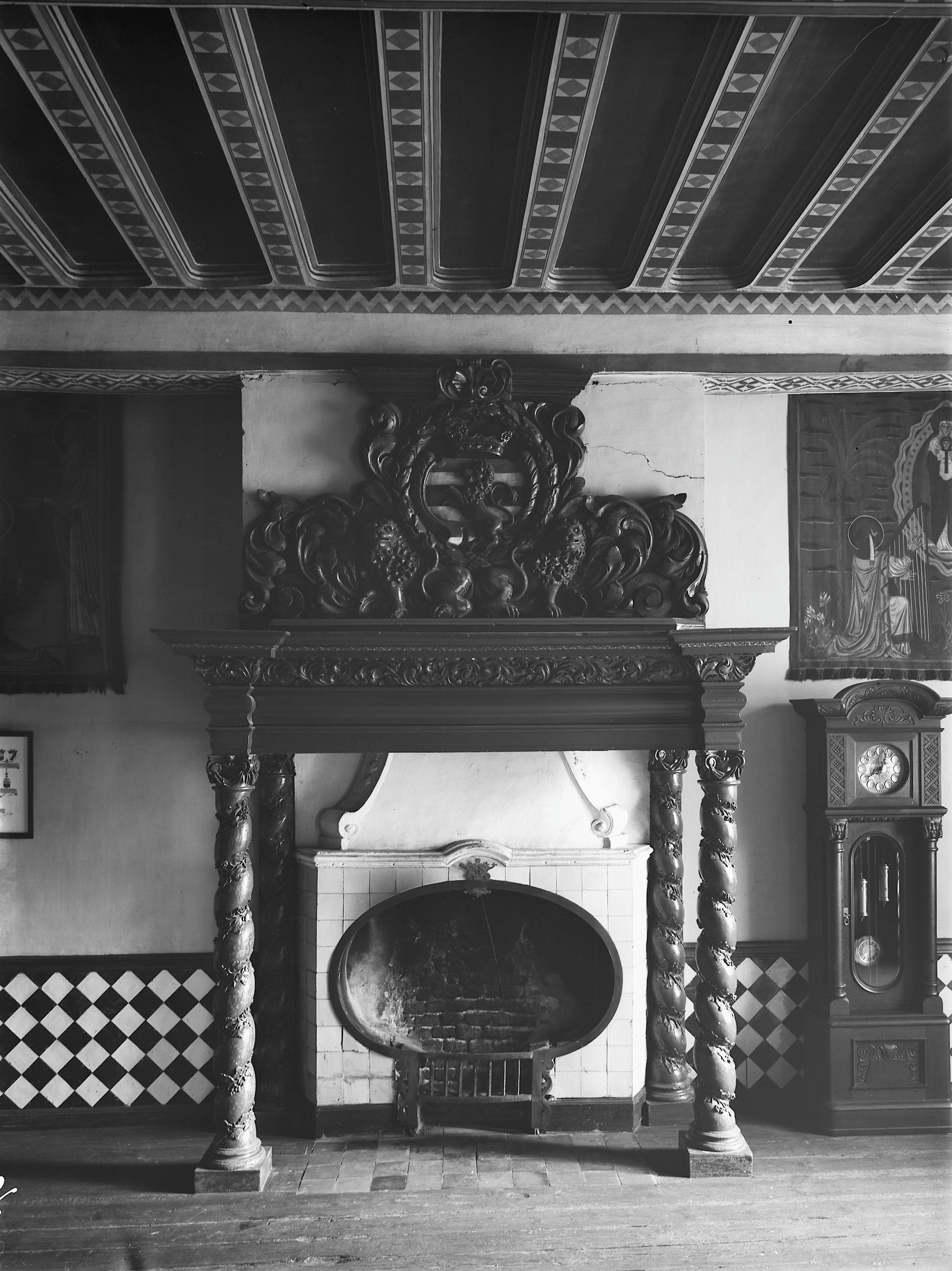
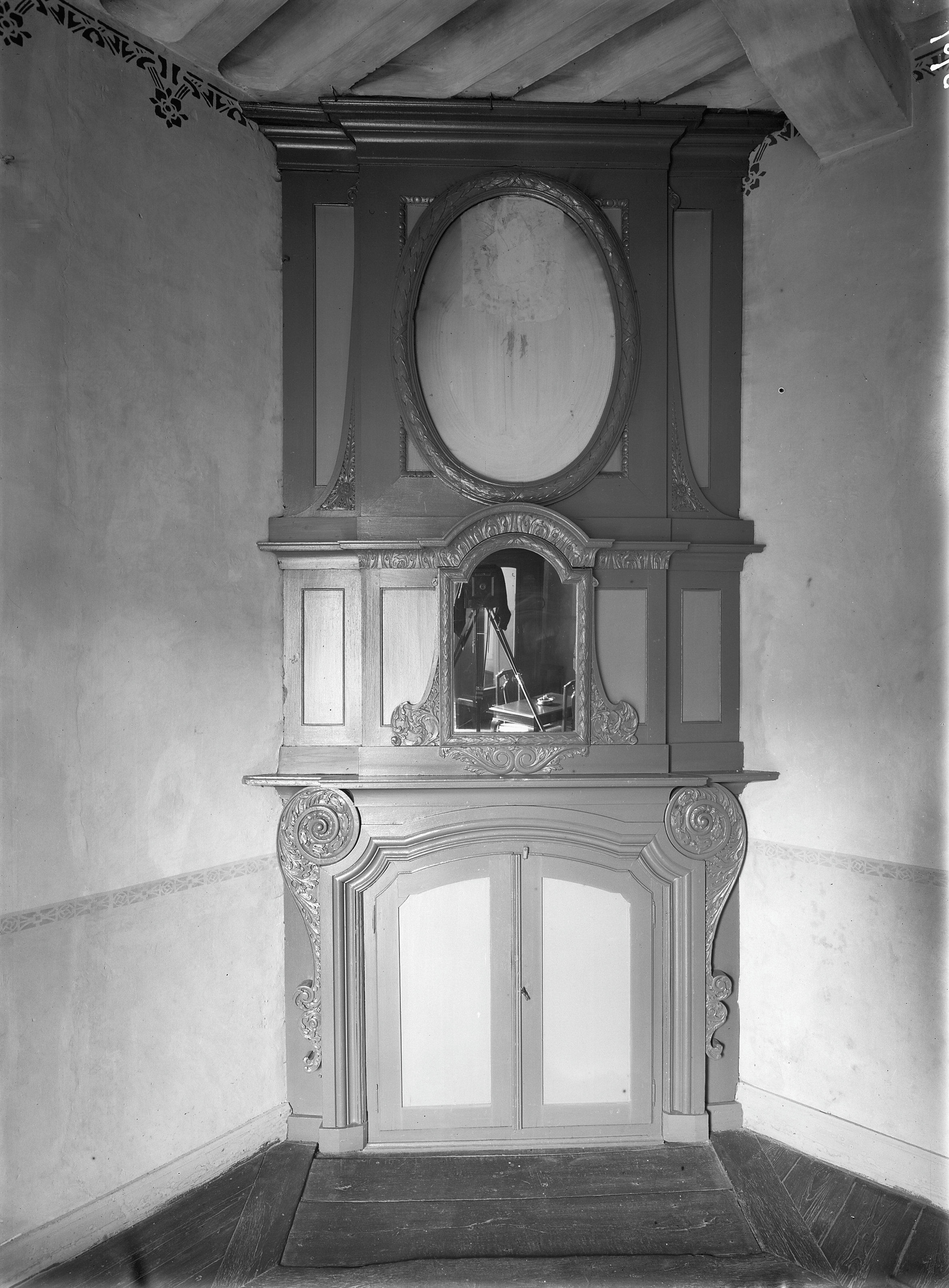

### Ruïne

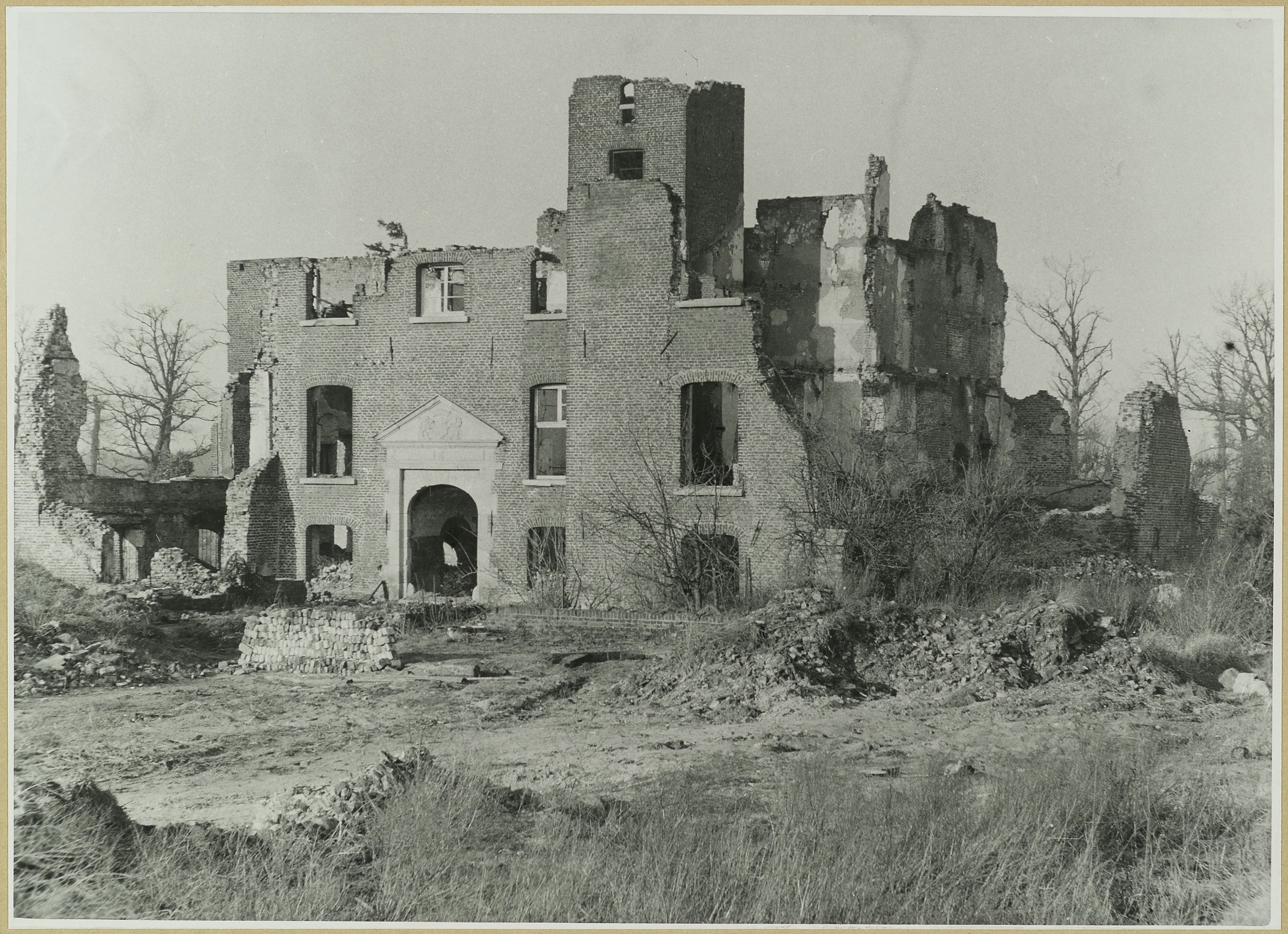
1947
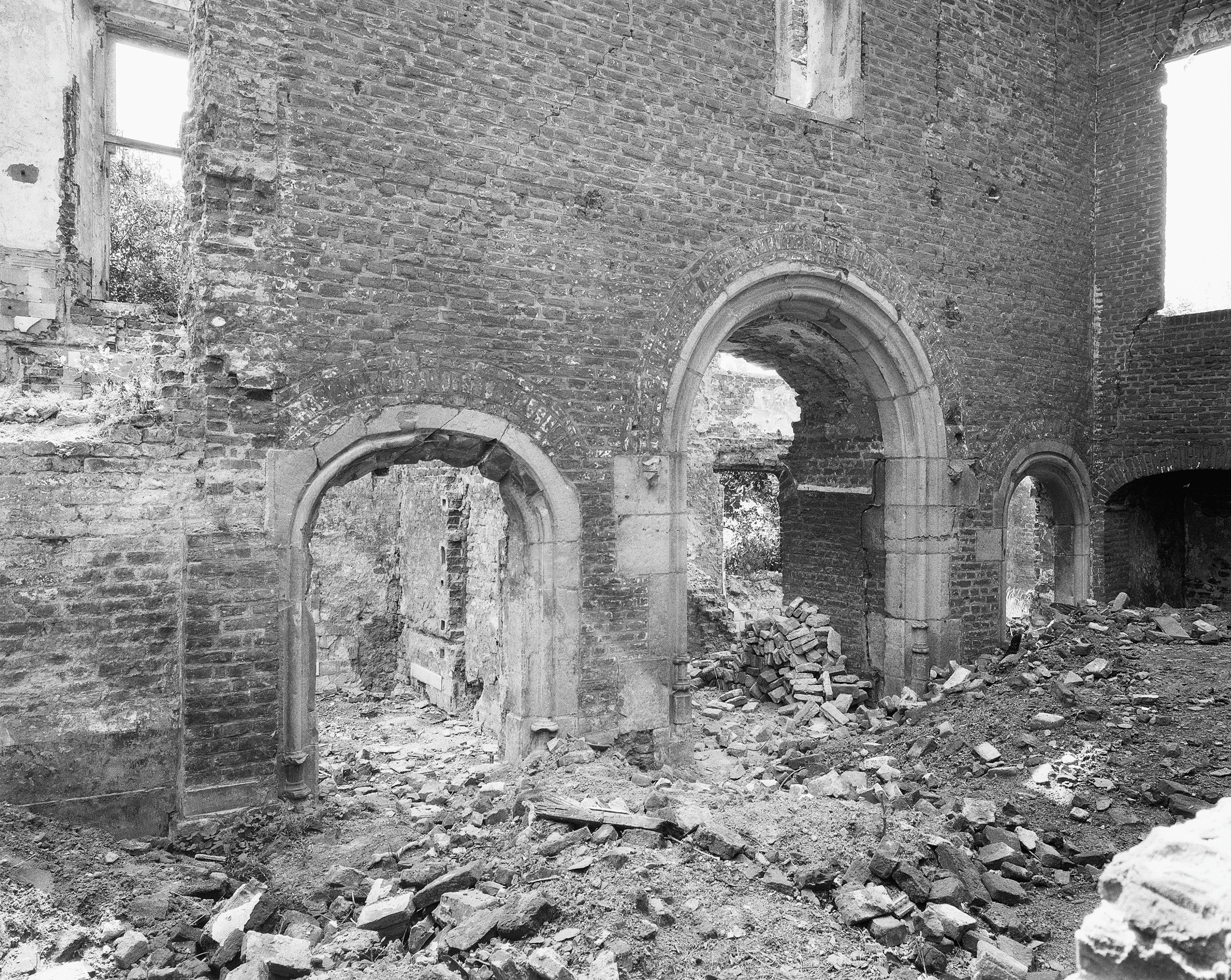
1947
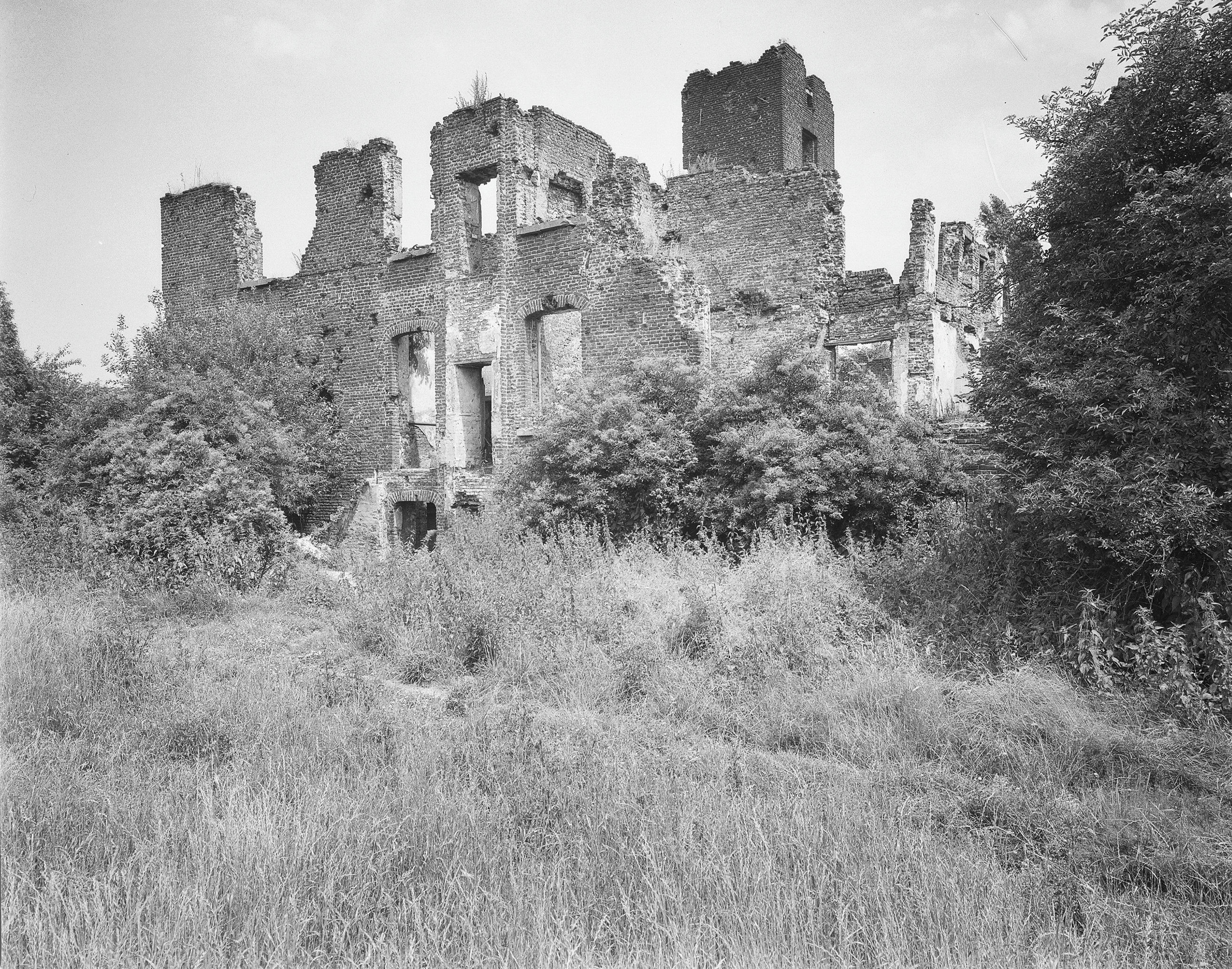
1958
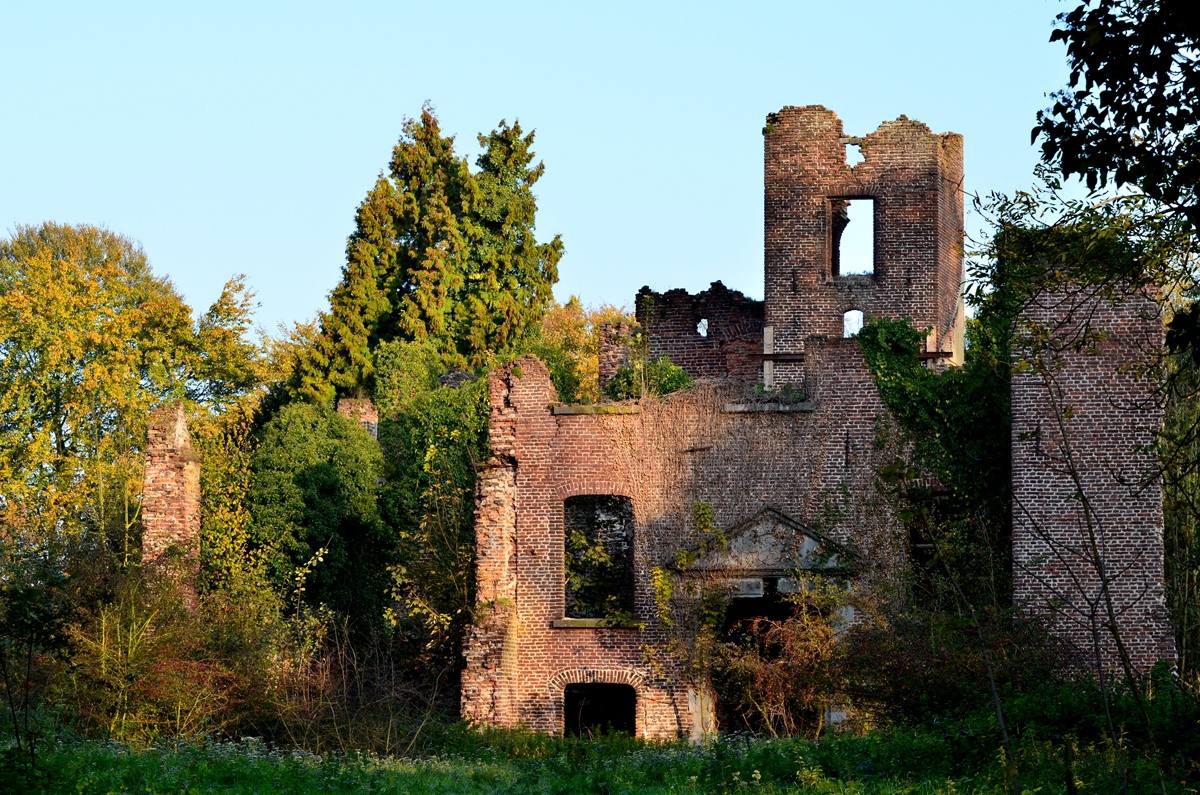
2011
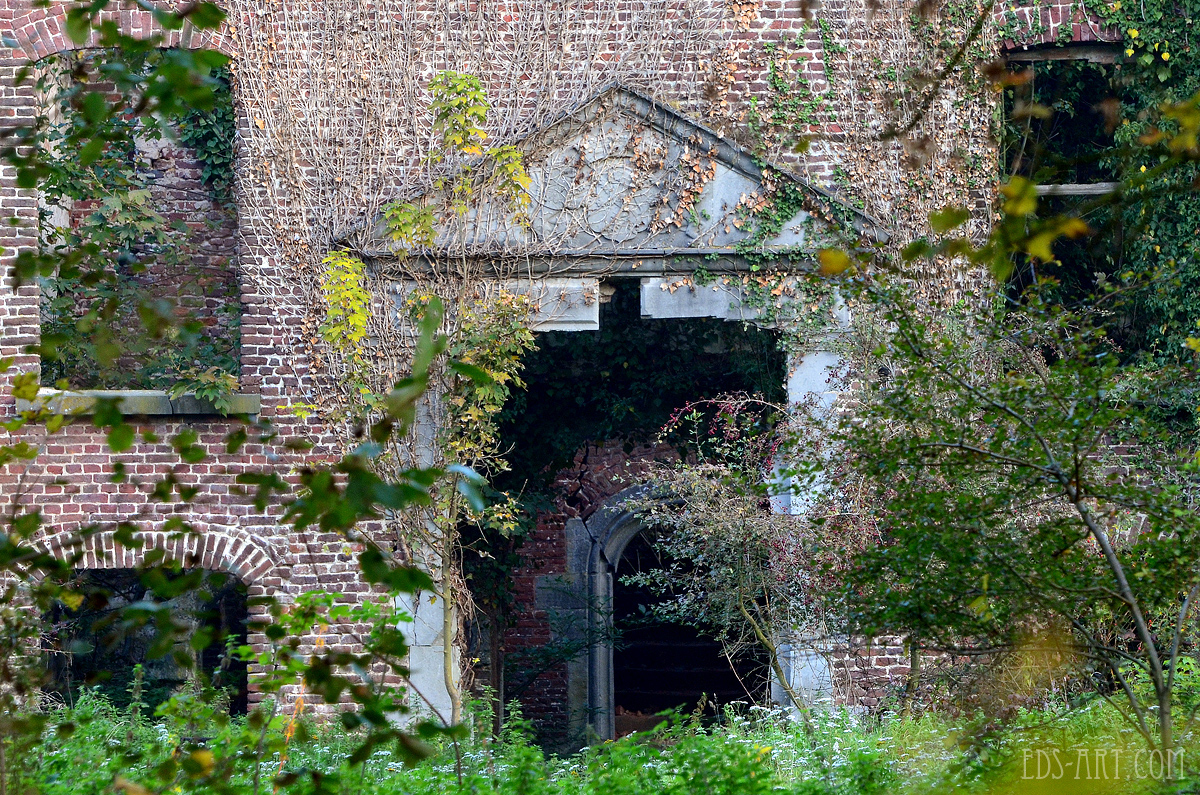
2011
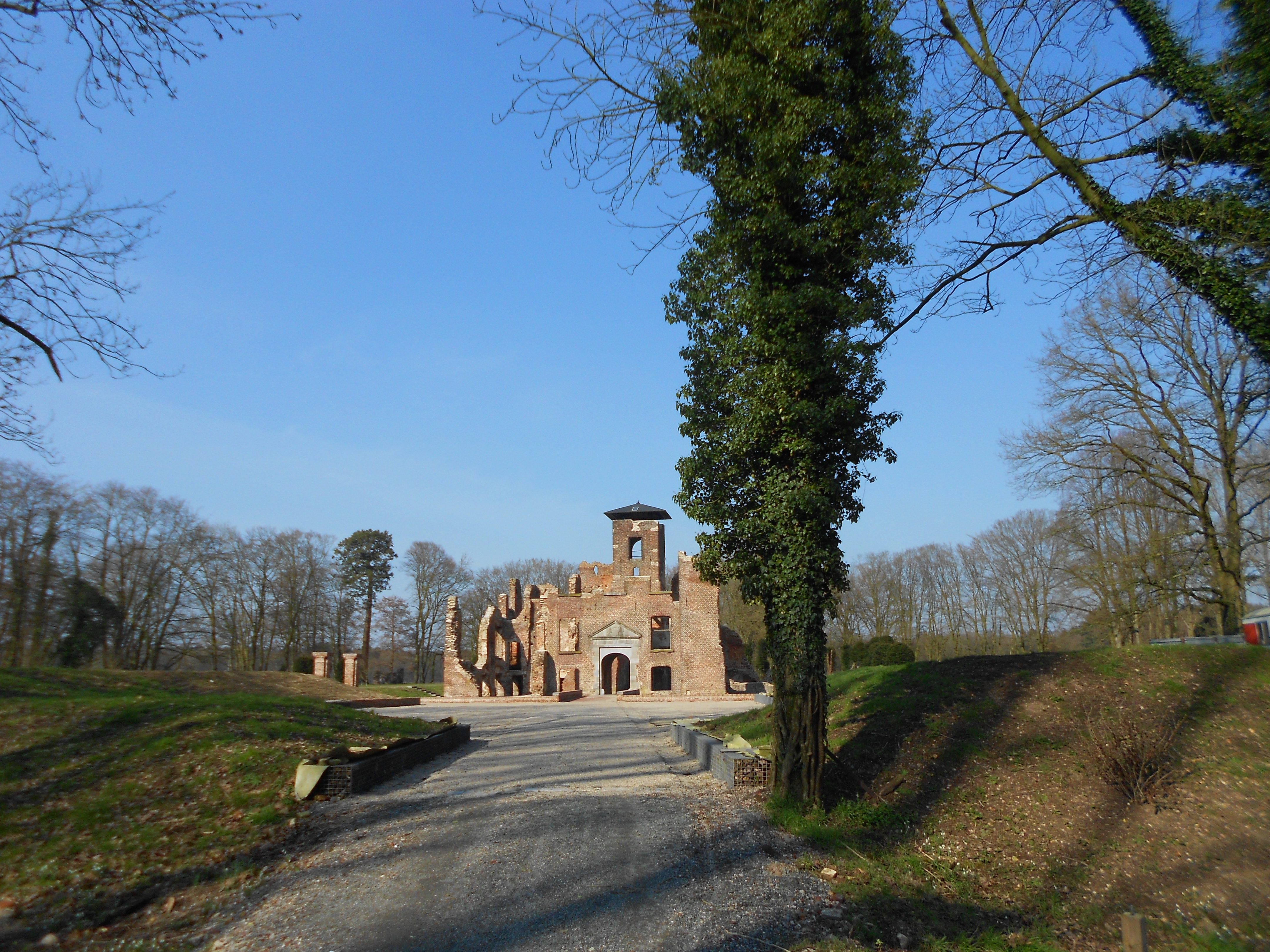
2016
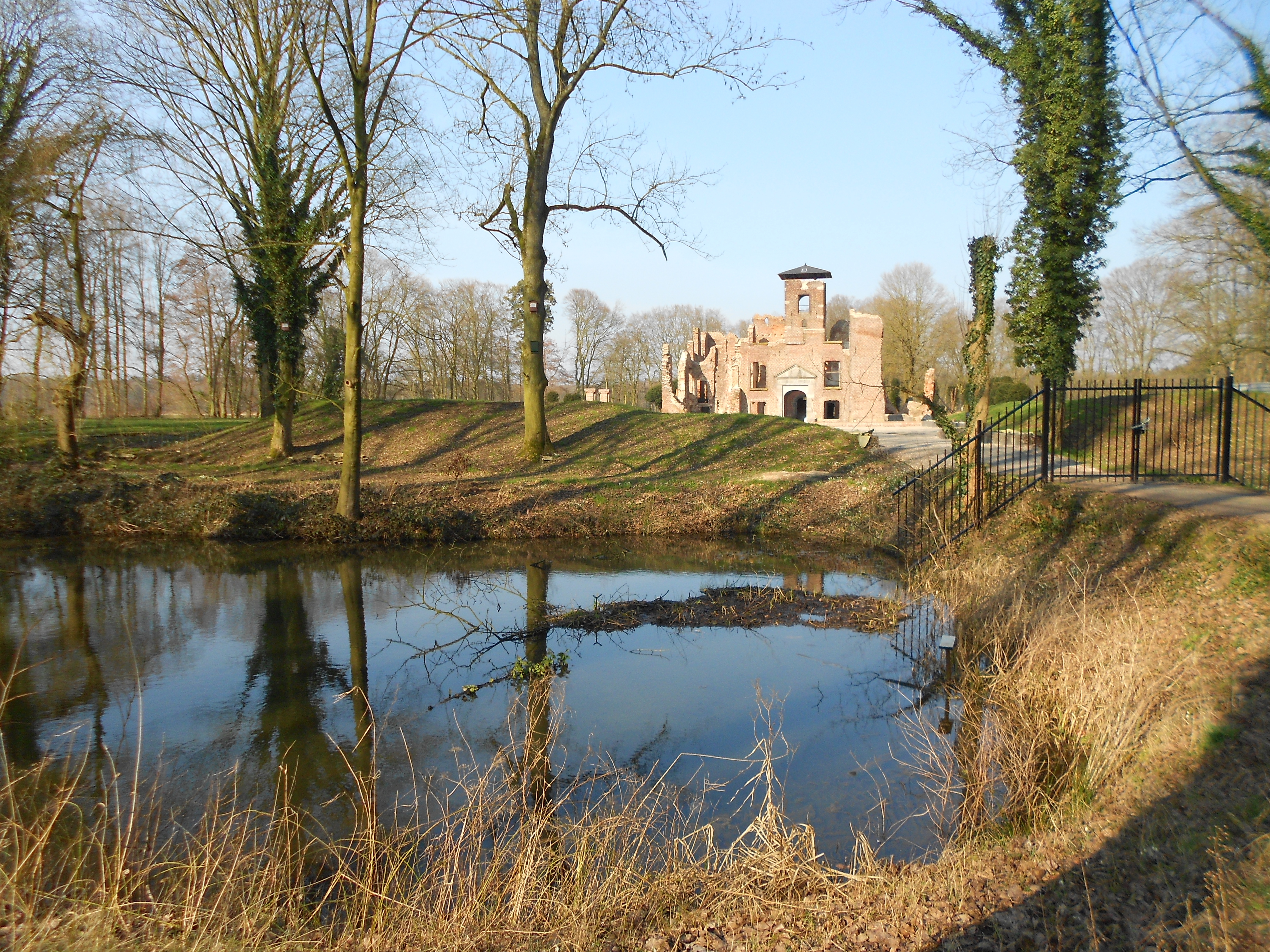
2016